# Micromitra
Micromitra — викопний рід плечоногих вимерлої родини Paterinidae, що існував впродовж кембрійського періоду. Численні рештки різних видів знайдені на всіх континентах. Багато зразків виявлені в асоціації з губками Pirania muricata.